# Рерих, Владимир Константинович
Владимир Константинович Рерих (20 апреля [2 мая] 1882, Санкт-Петербург — июнь 1951 года, Харбин, Китай) — агробиолог, преподаватель. Брат Н. К. Рериха.

## Биография
Родился в семье петербургского нотариуса Константина Фёдоровича и Марии Васильевны Рерихов. В 1902 году окончил частную школу К. И. Мая, учился (с перерывами по болезни) в Санкт-Петербургском университете на естественном отделении физико-математического факультета (минералогия и геология). Уже во время учёбы стал применять на практике биологопочвенное образование, работая на Новопокровском сахарном заводе графа А. А. Орлова-Давыдова в Тамбовской губернии. В это время он жил в селе Мельгуны. Там он занимался устройством земляных работ, сооружением узкоколейной железной дороги. После оставления университета, согласно прошению от 13 января 1909 года, продолжил работать в имениях графа. Октябрьская революция застала его в Симбирске.
В годы Гражданской войны был на стороне белых, вместе с отступавшими частями прошёл Алтай, китайский Туркестан, Монголию, где был назначен интендантом Азиатской дивизии барона Р. Ф. Унгерна.
Осенью 1921 года, после поражения Азиатской дивизии в боях с красными, с её остатками прибыл в Маньчжурию. Работал сотрудником земельного отдела КВЖД, организатором опытного поля на западной линии дороги, заведующим маслодельно-сыроваренным заводом в Харбине. С 1923 года переписывался с Н. К. Рерихом. В начале 1930-х годов служил заведующим сельскохозяйственным отделом в харбинском «Торговом Доме Чурин и К°». Занимался делами «Трёхреченских артелей» в Маньчжурии.
В 1934 году, когда в Харбин приехали Н. К. Рерих и Ю. Н. Рерих, содействовал организации сельскохозяйственного кооператива «Алатырь», предложенного старшим братом, возглавил правление (проект не был реализован), участвовал в первом этапе Маньчжуро-Монгольской экспедиции. На организационном собрании харбинского Русского Комитета Пакта Рериха (5 сентября 1934 года) был избран секретарем.
В дальнейшем до конца жизни занимался преподавательской работой в Харбине. Был старостой кафедрального собора.
Умер в июне 1951 года в Харбине.